# Iris hoogiana
Iris hoogiana är en irisväxtart som beskrevs av William Rickatson Dykes. Iris hoogiana ingår i släktet irisar, och familjen irisväxter. Inga underarter finns listade i Catalogue of Life.

## Bildgalleri

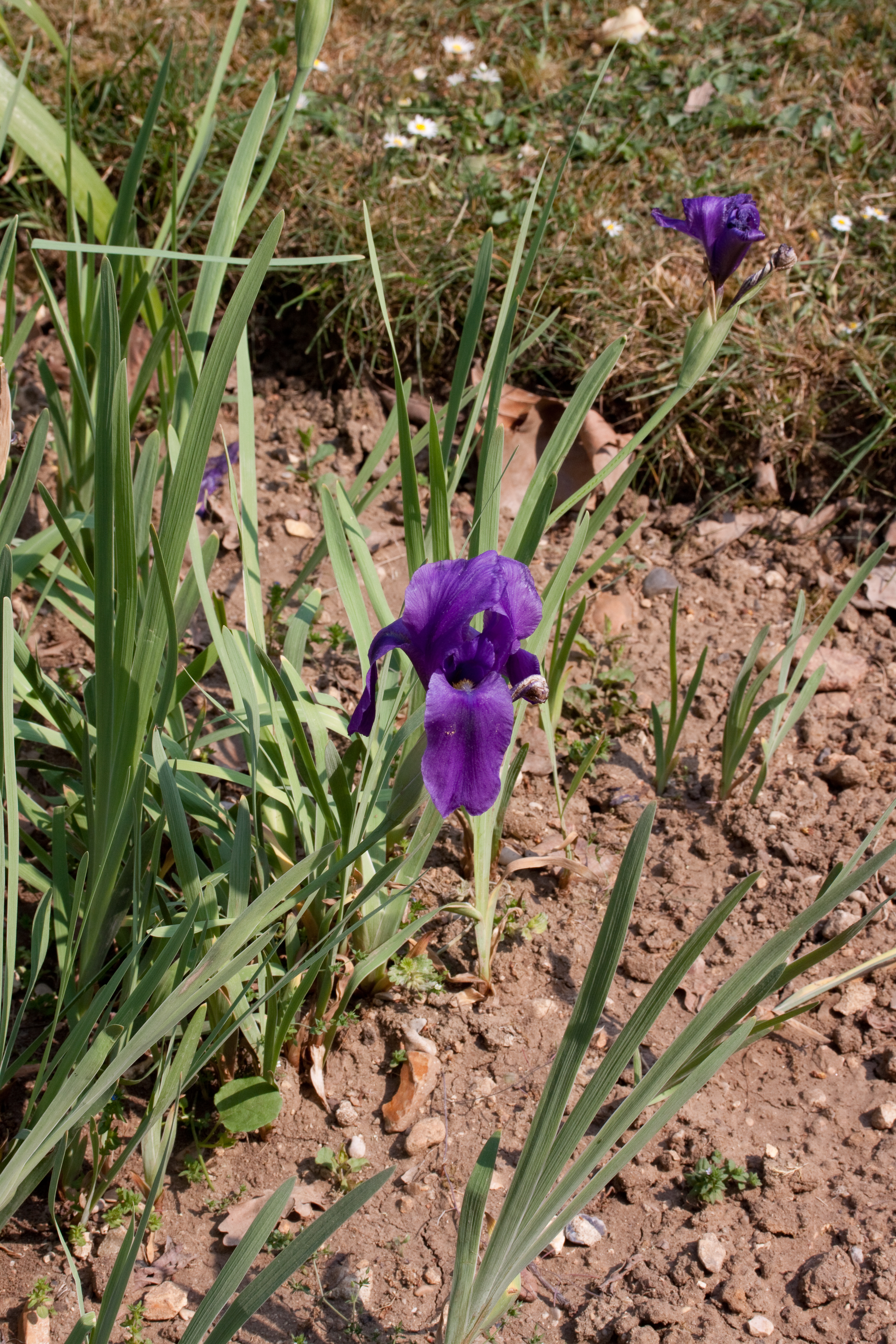
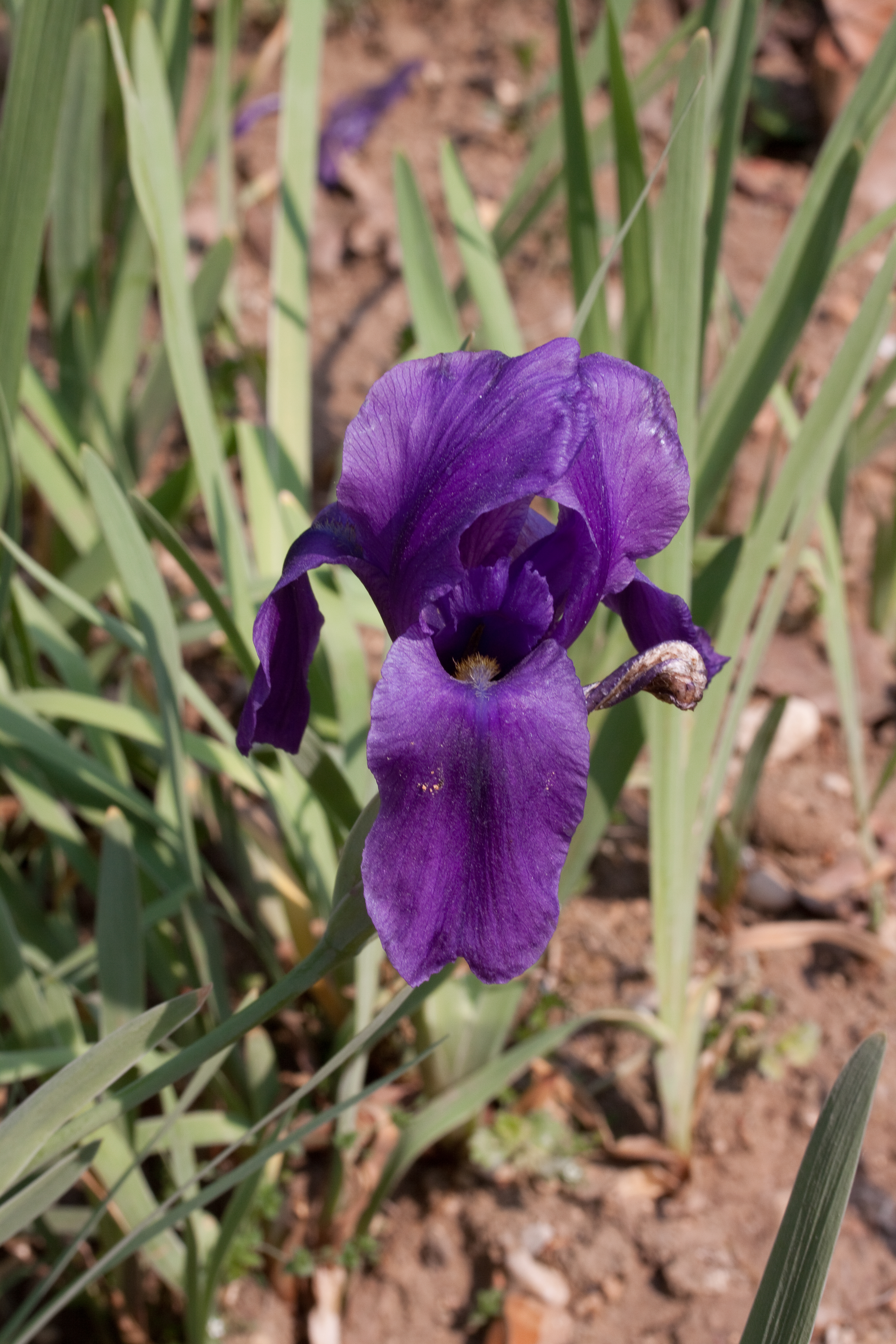
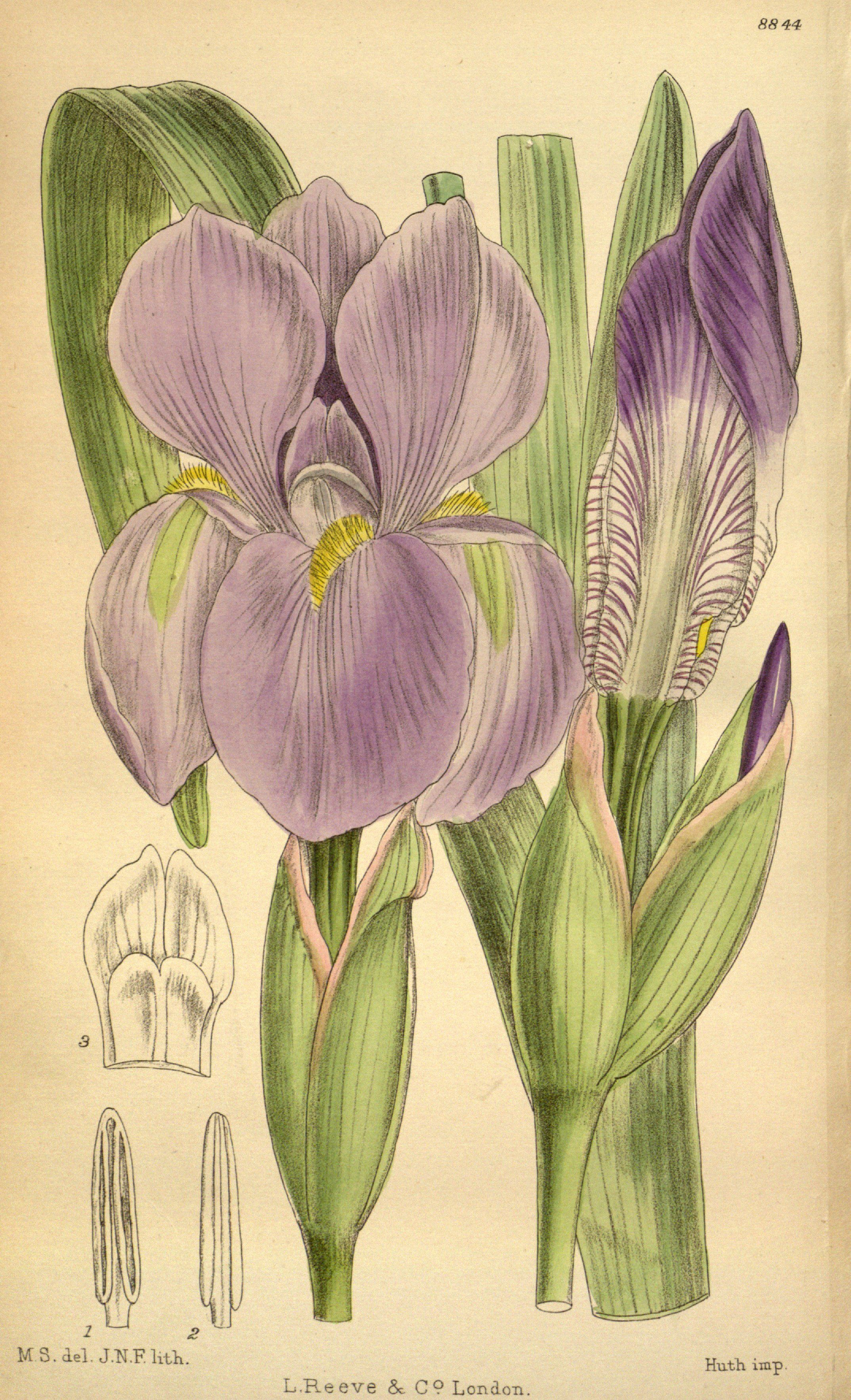